# دیک لانگرهورست
دیک لانگرهورست (به انگلیسی: Dick Langerhorst) (زادهٔ ۲۶ مارس ۱۹۴۶) شناگر اهل هلند است.